# Centrales thermiques et usines de désalinisation de Shoaiba
Les centrales thermiques et usines de désalinisation de Shoaiba (الشعيبة en arabe traduit Shoaiba, Shuaiba ou Shuaibah du nom de la côte qui abritait le port historique de La Mecque) forment un complexe de production d'électricité et de dessalement en Arabie saoudite sur la côte de la mer Rouge, à environ 120 kilomètres au sud de Djeddah. Elles fournissent électricité et eau potable aux villes de La Mecque et Djeddah entre autres. 
Les centrales électriques brûlent du pétrole brute ou du fioul et ont une puissance installée de 7 928 MW. Le complexe ou la centrale thermique de la Saudi Electricity Company prise seule est l'une des plus grandes centrales électriques à combustibles fossiles de la planète, et une des plus grandes usines de production d'eau et d'électricité intégrée au monde. La centrale est connectée au réseau 380 kV et l'eau potable est transférée via un pipeline long de 80 km au réseau national de canalisations d'eau.

## Centrale thermique de la Saudi Electricity Company
La centrale thermique de Shoaiba est une centrale thermique au pétrole brut et au fioul de la Saudi Electricity Company. Le pétrole est fourni par la Saudi Aramco et arrive par pétroliers. Elle a une puissance installée de 6 531 MW construit en plusieurs phases. La première phase fut construite entre 1999 et 2003 et est composés de 5 unités de 397 MW. La deuxième phase construite entre 2004 et 2007 est composés de 6 unités de 380 MW. La troisième phase construite entre 2009 et 2011 est composés de 3 unités de 400 MWutilisant des turbines Alstom. En 2013, 10 turbines à combustion de 76 MW furent construites complétées, en 2015, par deux turbines à vapeur de 228 MW pour former 2 cycles combinés (4 turbines à combustion + 1 turbine à vapeur) de 608 MW.

## Centrale de la Saline Water Conversion Corporation
La centrale thermique et usine de désalinisation de Shuaiba de la Saline Water Conversion Corporation est une centrale électrique et usine de dessalement intégrée
construite en 2 phases datant de 1989 et 2001. Elle possède 2 x 5 unités avec turbines à vapeur pour une puissance de 783 MW dont 497 MW dédiés au réseau électrique, le reste servant aux besoins de la centrale et de l'usine de dessalement (station de pompage, procédé de dessalement...). 
L'usine de dessalement fonctionne par distillation flash multi-étages (MSF) et peut produire 678 000 m3/jour d'eau potable dont 583 080 m3/jour destiné au réseau d'eau potable, le reste étant consommé par l'usine et la centrale.
En 2016, la centrale a produit 3,6 TWh d'électricité dont 1,1 TWh envoyé sur le réseau, et l'usine a produit 172 millions de mètres cubes d'eau dont 157 millions de m3 destiné au réseau d'eau potable, le reste étant consommé par l'usine et la centrale.

## Shuaibah IWPP
La centrale thermique et usine de désalinisation indépendante de Shuaibah est la première centrale électrique et usine de dessalement intégrée privée d’Arabie saoudite. Elle appartient à la Shuaibah Water & Electricity Company (SWEC) appartenant à 60 % a des groupes privés. Elle peut produire 900 MW d'électricité et 880 000 m3/jour d'eau douce par distillation flash multi-étages.

## Shuaibah Expansion IWP
En septembre 2009, une usine de désalinisation par osmose inverse a été ajouté à Shuaibah IWPP, elle appartient  à la compagnie privée Shuaibah Expansion Project Company (SEPCO) et peut produire 150 000 m3/jour d'eau douce.

## Shuaibah 2 IWP
En 2019, une nouvelle usine de désalinisation par osmose inverse est entrée en service, elle est détenue par ACWA Power et peut produire 250 000 m3/jour d'eau douce.